# Бузот
Бузот, Бусот (валенс. Busot, ісп. Busot) — муніципалітет в Іспанії, у складі автономної спільноти Валенсія, у провінції Аліканте. Населення — 3257 осіб (2010).

## Географія
Муніципалітет розташований на відстані близько 360 км на південний схід від Мадрида, 14 км на північ від Аліканте.

## Демографія
Динаміка населення (INE ):

## Галерея зображень

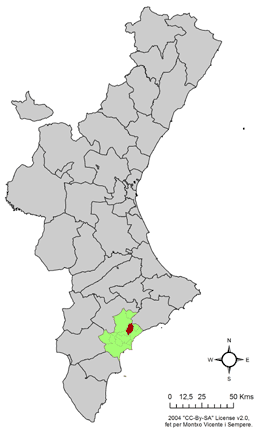
Розташування муніципалітету Бузот у автономній спільноті Валенсія
Розташування муніципалітету Бузот у комарці Кампо-де-Аліканте
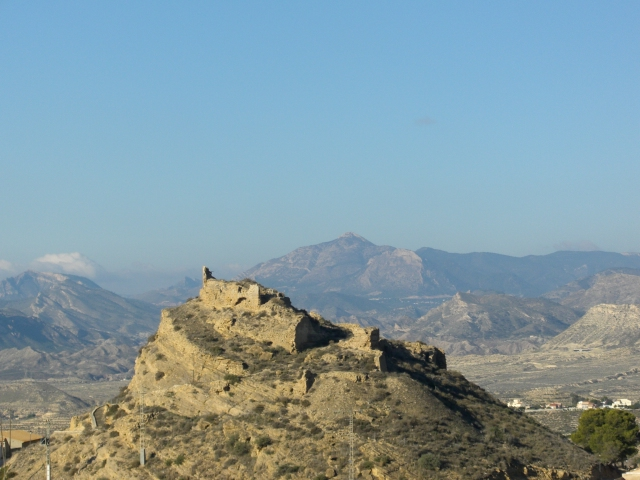
Замок у Бузоті